# Гранатуров, Юрий Исаевич
Ю́рий Иса́евич Гранату́ров (укр. Юрій Ісайович Гранатуров, род. 31 июля 1960 года, Николаев, Николаевская область) — украинский политический деятель, исполняющий обязанности городского головы города Николаев с октября 2013 года по май 2014 года. 25 мая 2014 года был избран городским головой Николаева.
С июня 2015 сопредседатель политической партии «Наш край».
С августа 2020 года возглавил Николаевскую областную партийную организацию всеукраинской политической партии «За майбутнє».

## Биография
Юрий Гранатуров родился 31 июля 1960 года в городе Николаеве в семье военнослужащего. Учился в 18-й, а позже — в 6-й школе города Николаева. После школы пошёл работать на ЧСЗ сборщиком корпусов металлических судов, оттуда ушёл в армию. Был командиром отделения артразведки, замкомвзвода, служил за пределами СССР.
После армии вернулся в Николаев, поступил на филологический факультет пединститута. После института получил направление на работу в 54-ю школу (Корабельный район). Позже работал в общеобразовательной школе № 34, а вскоре возглавил 36-ю школу на ул. Чигрина.

## Политическая деятельность
В 1998 году был избран депутатом Николаевского городского совета, в дальнейшем — дважды переизбирался. В 1999 году принял участие в кампании по выборам Президента Украины, став доверенным лицом кандидата в Президенты Евгения Марчука. В следующем году во время внеочередных выборов Николаевского городского головы, входил в команду кандидата Владимира Чайки. После избрания Владимира Чайки городским головой Юрий Гранатуров перешёл на работу в горисполком. Поочерёдно занимал должности начальника главного управления культуры, информации, молодежи и спорта, управляющего делами, заместителя городского головы, а с 2006 года — первого заместителя городского головы.
С 2010 года — глава администрации Ленинского района города Николаева.
1 октября 2013 года в ходе внеочередной сессии Николаевского городского совета путём тайного голосования был избран секретарём Николаевского горсовета. Из-за отсутствия в городе избранного городского головы после смерти Владимира Чайки, Гранатуров как секретарь горсовета автоматически стал исполняющий обязанности городского головы Николаева.

## На должности городского головы
25 мая 2014 года победил на выборах Николаевского городского головы, собрав 27,69 % голосов избирателей.
Ближайшие претенденты
2. Исаков Сергей — 22,84 %
3. Жолобецкий Александр — 15,27 %
4. Антощенко Юрий — 10,5 %
5. Сенкевич Александр — 4,64 %
30 мая 2014 года на 40-й сессии Николаевского городского совета Юрий Гранатуров сложил с себя полномочия секретаря и депутата горсовета. Затем председатель Николаевской городской избирательной комиссии Ирина Косякова зачитала цифры из протокола о результатах выборов городского головы, которые состоялись 25 мая, и объявила, что Гранатуров избран новым градоначальником.

## Партийная принадлежность
С 2005 года по февраль 2014 года был членом Партии регионов.
В июле 2015 года Юрий Гранатуров заявил, что не собирается вступать в какую-либо политическую партию, так как убежден, что мэр города должен быть беспартийным.
В августе 2015 года Юрий Гранатуров избран сопредседателем политической партии «Наш край»
С августа 2020 года возглавил Николаевскую областную партийную организацию всеукраинской политической партии «За майбутнє».